# Sinoamaurobius chengkou
Espèce
Sinoamaurobius chengkou est une espèce d'araignées aranéomorphes de la famille des Amaurobiidae.

## Distribution
Cette espèce est endémique de Chongqing en Chine,. Elle se rencontre dans le xian de Chengkou.

## Description
Le mâle holotype mesure 3,46 mm et la femelle paratype 4,76 mm.

## Systématique et taxinomie
Cette espèce a été décrite par Kong, Zhang et Wang en 2025.

## Étymologie
Son nom d'espèce lui a été donné en référence au lieu de sa découverte, le xian de Chengkou.

## Publication originale
- Kong, Mu, Zhu, Lu, Zhang & Wang, 2025 : « Review of the spider genus Amaurobius (Araneae, Amaurobiidae) from China, with description of a new genus. » ZooKeys, vol. 1245, p. 269-287 (texte intégral).